# Armadillo graevei
Armadillo graevei är en kräftdjursart som beskrevs av Arcangeli 1927. Armadillo graevei ingår i släktet Armadillo och familjen Armadillidae. Inga underarter finns listade i Catalogue of Life.